# Meltem Acikgöz

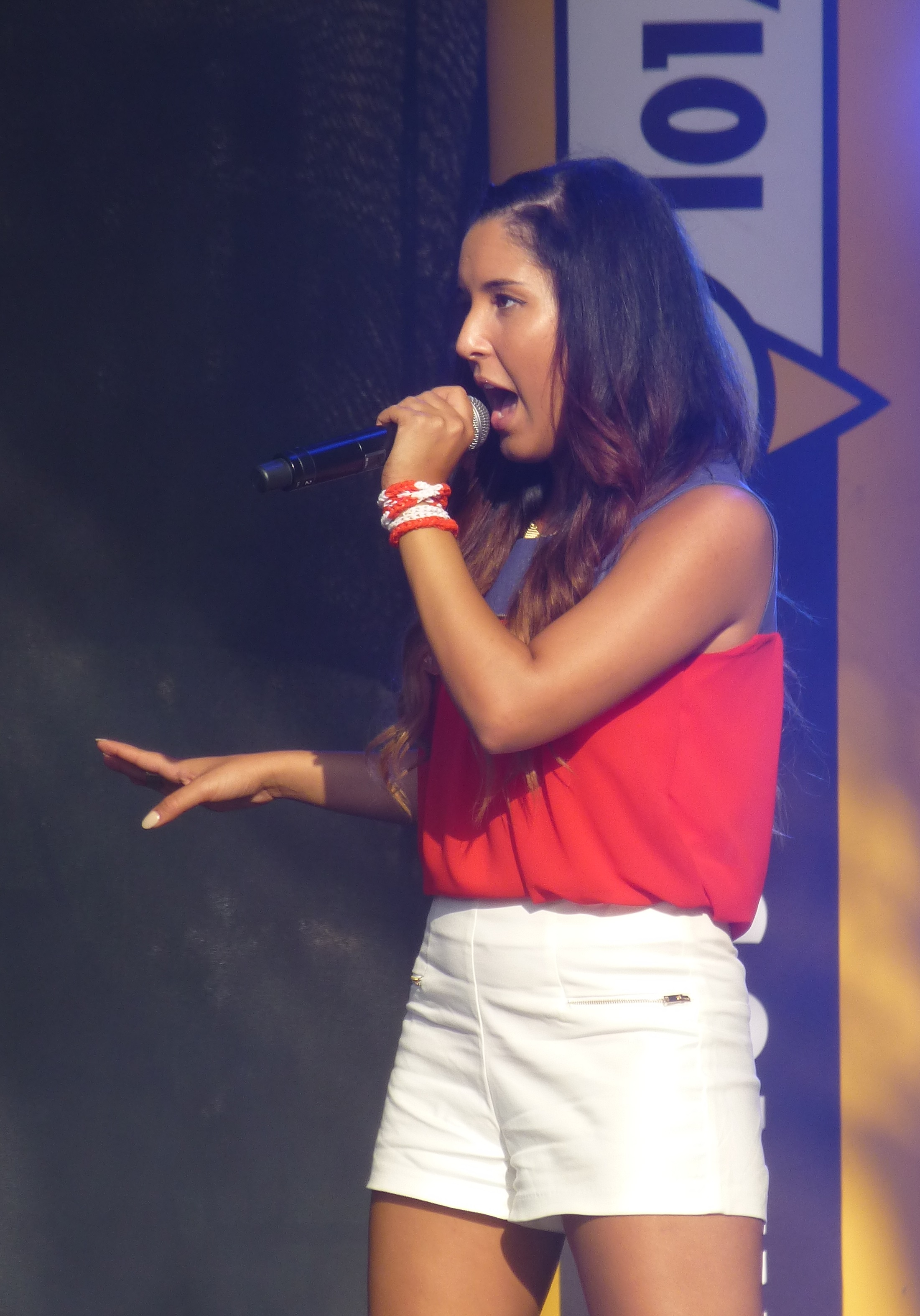
Meltem Acikgöz beim Saar-Spektakel 2014 in Saarbrücken

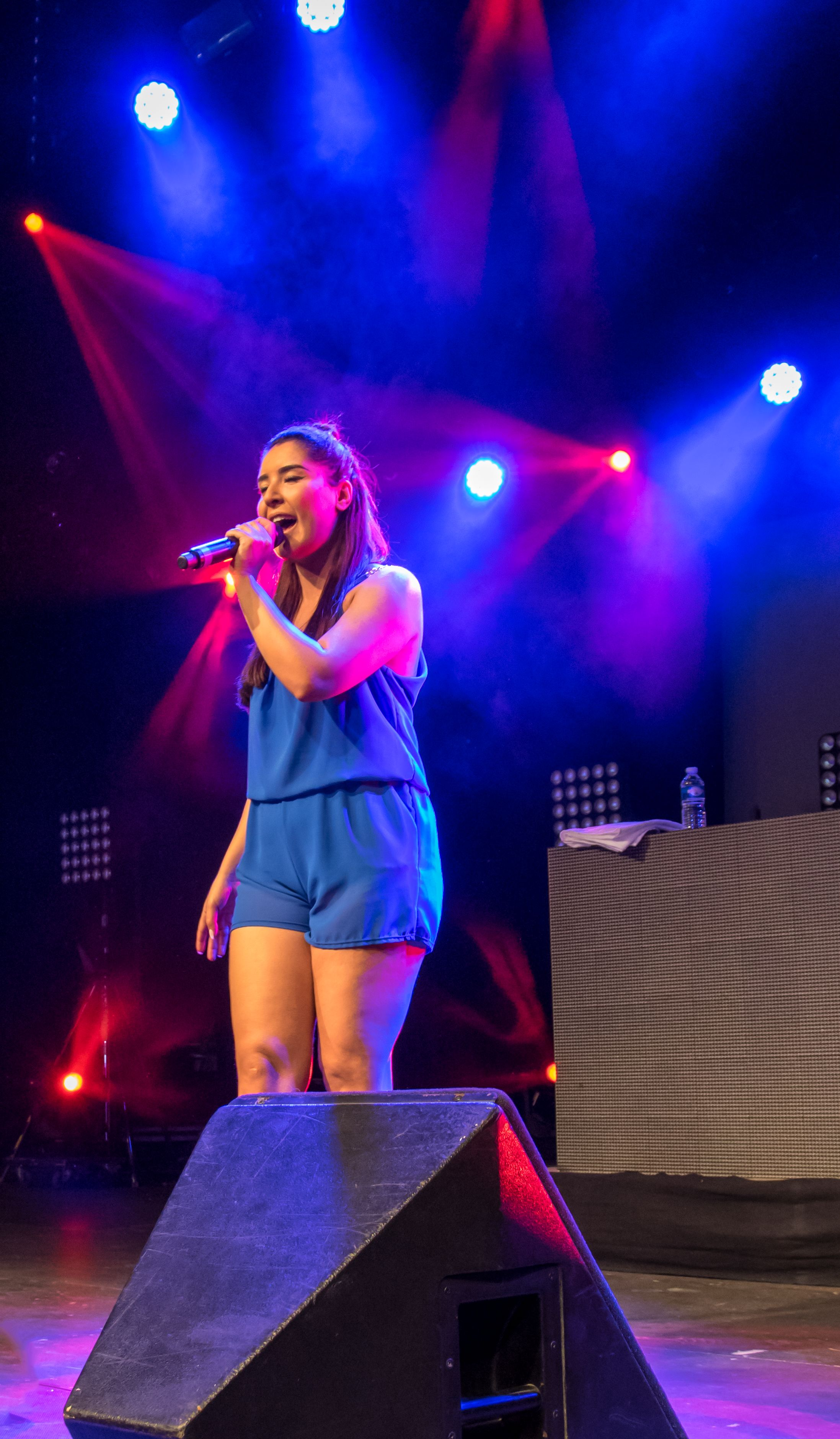
Meltem auf dem ZMF 2016 in Freiburg

Meltem Acikgöz (* 10. Oktober 1989 in Saarlouis) ist eine deutsche Sängerin mit türkischen Wurzeln. Bekannt wurde sie durch die 11. Staffel der Castingshow Deutschland sucht den Superstar (DSDS), bei der sie hinter Aneta Sablik den zweiten Platz belegte.

## Werdegang
Acikgöz begann im Alter von drei Jahren mit dem Singen, in den folgenden Jahren trat sie gelegentlich auf kleinen Veranstaltungen auf. 2008 nahm sie an der fünften Staffel der RTL-Gesangscastingshow Deutschland sucht den Superstar teil und kam dabei unter die besten 50 Kandidaten, nachdem sie bereits in der Staffel 2007 den Recall der 120 besten Kandidaten erreicht hatte. Vier Jahre später wurde Acikgöz bei Radio Salü unter die besten acht Kandidaten des Wettbewerbs Newcomer 2012 gewählt. Seit Oktober 2012 lädt sie auf der Internetplattform YouTube unter dem Namen „Melody“ Coverversionen bekannter Lieder hoch. Meltem Acikgöz nahm erneut in der ab Januar 2014 ausgestrahlten elften Staffel von Deutschland sucht den Superstar teil, wo sie gemeinsam mit Daniel Ceylan und Aneta Sablik in das Finale am 3. Mai 2014 einzog und hinter Sablik sowie vor Ceylan den zweiten Rang belegte. Acikgöz hat zwei jüngere Schwestern und lebt mit ihrer Familie in Dillingen/Saar. Sie arbeitet als Angestellte in der Systemgastronomie.
Acikgöz’ Debütsingle Explosion in My Heart stieg am 16. Mai 2014 auf dem 25. Platz in die deutschen Singlecharts ein; in den österreichischen Charts erfolgte am gleichen Tag der Einstieg auf Rang 20, in der Schweizer Hitparade kam die Single bereits am 11. Mai 2014 auf den 17. Platz.

### Auftritte beiDeutschland sucht den Superstar
| Live-Challenge-Show (Datum) | Lied                                | Originalinterpret        | Platzierung                           |
| --- | ----------------------------------- | ------------------------ | ------------------------------------- |
| Club Night (29. März 2014) | Skyscraper                          | Demi Lovato              | 16,7 % (4. von 6) A                   |
| Band Night (5. April 2014) | Your Song                           | Elton John               | 10,6 % (4. von 10)                    |
| Duett Night (12. April 2014) | Higher (mit Enrico von Krawczynski) | Taio Cruz                | 13,8 % (3. von 8)                     |
| Duett Night (12. April 2014) | Footprints in the Sand              | Leona Lewis              | 13,8 % (3. von 8)                     |
| Mach dein Ding! (19. April 2014) | Burn                                | Ellie Goulding           | 15,3 % (4. von 6)                     |
| Mach dein Ding! (19. April 2014) | Gangnam Style                       | Psy                      | 15,3 % (4. von 6)                     |
| Inszeniere deinen Song (26. April 2014) | Just Give Me a Reason               | Pink feat. Nate Ruess    | 25,4 % (2. von 4)                     |
| Inszeniere deinen Song (26. April 2014) | My Immortal                         | Evanescence              | 25,4 % (2. von 4)                     |
| Finale (3. Mai 2014) | Dark Horse                          | Katy Perry feat. Juicy J | 29,3 % (2. von 3) B 41,9 % (2. von 2) |
| Finale (3. Mai 2014) | Skyscraper                          | Demi Lovato              | 29,3 % (2. von 3) B 41,9 % (2. von 2) |
| Finale (3. Mai 2014) | Explosion in My Heart               | Meltem Acikgöz           | 29,3 % (2. von 3) B 41,9 % (2. von 2) |
| A Die zwölf Kandidaten wurden in zwei Gruppen geteilt. Acikgöz erreichte unter diesen prozentual den siebten Rang. B Nach dem ersten Liedbeitrag schied der nach Anrufen schlechteste Teilnehmer aus. |                                     |                          |                                       |

## Diskografie

### Singles
- 2014: Explosion in My Heart
- 2016: Scheiss auf Jungs
- 2016: Geile Zeit (mit Lockvogel)